# Корнехо, Патрисио
Патрисио Корнехо Секель (исп. Patricio Cornejo Seckel; род. 6 июня 1944, Льольео) — чилийский теннисист.
- Победитель восьми турниров Гран-при и WCT в парном разряде
- Двукратный финалист турниров Большого шлема в мужском парном разряде
- Финалист Кубка Дэвиса (1976) в составе сборной Чили

## Биография
Патрисио Корнехо родился в 1944 году в Льольео — районе города Сан-Антонио (Чили) в семье смотрителя местного теннисного клуба. Когда мальчку было 12 лет, отцу предложили аналогичное место в столичном клубе, и семья перебралась в Сантьяго. Там Патрисио вставал в пять утра, чтобы поливать газоны клуба, получая за это право поиграть на его кортах.
В 18 лет Корнехо стал чемпионом Чили среди юношей и был впервые приглашён в сборную Чили на матч Кубка Дэвиса против команды Австралии. Дебют оказался неудачным: Патрисио проиграл с почти сухим счётом Фреду Столлу, а чилийская сборная уступила с общим счётом 5:0. В 21 год Корнехо стал чемпионом Чили среди взрослых, и в это же время началось его сотрудничество в парах с другим талантливым юниором — Хайме Фильолем. Вместе они на долгие годы образовали костяк самой успешной за историю Чили сборной в Кубке Дэвиса.
После начала Открытой эры Корнехо и Фильоль присоединились к профессиональному туру World Championship Tennis (WCT) и были включены в «синюю группу», участники которой играли в одних и тех же турнирах. Позже Корнехо стал выступать и в турнирах второго профессионального тура — Гран-при. На пике популярности Патрисио женился на дочери крупного чиновника Государственной железнодорожной компании Гуадалупе Муньос, за которой ухаживал пять лет.
В начале 1970-х годов Корнехо и Фильоль входили в число сильнейших пар мира, хотя редко завоёвывали титулы. На Открытом чемпионате Франции 1972 года они были посеяны шестыми, но, переиграв в четвертьфинале третью сеяную пару Александр Метревели-Сергей Лихачёв, дошли до финала, где в четырёх сетах уступили первой паре мира, многоопытным Фрю Макмиллану и Бобу Хьюитту. Через два года чилийская пара снова дошла до финала на турнире Большого шлема — на сей раз на Открытом чемпионате США. Корнехо и Фильоль, посеянные восьмыми, победили в полуфинале в упорной борьбе первую пару турнира Джон Ньюкомб-Тони Роч, но в финале не смогли противостоять хозяевам корта — посеянным вторыми Бобу Лутцу и Стэну Смиту. Корнехо и Фильоль также участвовали в полуфинальных матчах Открытого чемпионата США 1970 года и Уимблдонского турнира 1972 года и пять раз доходили на турнирах Большого шлема до четвертьфиналов. В 1976 году Фильоль и Корнехо вывели сборную Чили из Американской зоны в межзональный плей-офф, где решалась судьба путёвок в финальный матч за Кубок Дэвиса. После отказа советской сборной от матча в Сантьяго по политическим соображениям, чилийцы стали финалистами, но в финале на своём корте проиграли команде Италии.
Сотрудничество Корнехо и Фильоля продолжалось с коротким перерывом до конца 1977 года, и за это время они вместе выиграли шесть открытых турниров (ещё в двух Корнехо победил с другими партнёрами). Свою последнюю совместную игру в Кубке Дэвиса они провели в марте следующего года, а завершил выступления за сборную Корнехо ещё через год. В общей сложности он провёл за команду Чили 74 игры в 32 матчах за 16 лет (рекордное количество сезонов и матчей в истории сборной Чили), одержав в них 34 победы (23 в одиночном разряде и 11 в парном). Последняя игра в Кубке Дэвиса стала для Корнехо и последней игрой в профессиональной карьере, хотя в дальнейшем они с Фильолем много выступали в соревнованиях ветеранов.
В 1994 году в пригороде Сантьяго Ло-Барнечеа открылся Плавательный и теннисный клуб Пато Корнехо. С тех пор Патрисио Корнехо остаётся его постоянным президентом.

## Участие в финалах турниров Большого шлема в мужском парном разряде (0+2)
Поражения (2)
| Год  | Турнир                     | Покрытие | Партнёр       | Соперники в финале       | Счёт в финале      |
| ---- | -------------------------- | -------- | ------------- | ------------------------ | ------------------ |
| 1972 | Открытый чемпионат Франции | Грунт    | Хайме Фильоль | Фрю Макмиллан Боб Хьюитт | 3-6, 6-8, 6-3, 1-6 |
| 1974 | Открытый чемпионат США     | Трава    | Хайме Фильоль | Боб Лутц Стэн Смит       | 3-6, 3-6           |

## Финалы турниров в мужском парном разряде (Открытая эра, 8+10)
| Результат | №   | Дата            | Турнир                            | Покрытие | Партнёр            | Соперники в финале                | Счёт в финале           |
| --------- | --- | --------------- | --------------------------------- | -------- | ------------------ | --------------------------------- | ----------------------- |
| Победа    | 1.  | 11 ноября 1969  | Буэнос-Айрес, Аргентина           | Грунт    | Хайме Фильоль      | Фрю Макмиллан Рой Эмерсон         | Без игры                |
| Победа    | 2.  | 1 сентября 1970 | Саут-Ориндж, Нью-Джерси, США      | Хард     | Хайме Фильоль      | Род Лейвер Андрес Химено          | 3-6, 7-6, 7-6           |
| Поражение | 1.  | 22 мая 1971     | Борнмут, Великобритания           | Грунт    | Хайме Фильоль      | Билл Боури Оуэн Дэвидсон          | 6-8, 2-6, 6-3, 6-4, 3-6 |
| Поражение | 2.  | 1 декабря 1971  | Буэнос-Айрес                      | Грунт    | Хайме Фильоль      | Илие Настасе Желько Франулович    | 4-6, 4-6                |
| Победа    | 3.  | 17 марта 1972   | Каракас, Венесуэла                | Хард     | Хайме Фильоль      | Джим Макманус Мануэль Орантес     | 6-4, 6-3, 7-6           |
| Поражение | 3.  | 14 мая 1972     | Брюссель, Бельгия                 | Грунт    | Хайме Фильоль      | Мануэль Орантес Хуан Хисберт      | 7-9, 3-6                |
| Поражение | 4.  | 22 мая 1972     | Открытый чемпионат Франции, Париж | Грунт    | Хайме Фильоль      | Фрю Макмиллан Боб Хьюитт          | 3-6, 6-8, 6-3, 1-6      |
| Поражение | 5.  | 7 августа 1972  | Индианаполис, США                 | Грунт    | Хайме Фильоль      | Фрю Макмиллан Боб Хьюитт          | 2-6, 3-6                |
| Поражение | 6.  | 25 ноября 1973  | Буэнос-Айрес (2)                  | Грунт    | Иван Молина        | Гильермо Вилас Рикардо Кано       | 6-7, 3-6                |
| Поражение | 7.  | 23 июля 1974    | Вашингтон, США                    | Грунт    | Хайме Фильоль      | Том Горман Марти Риссен           | 5-7, 1-6                |
| Поражение | 8.  | 28 августа 1974 | Открытый чемпионат США, Нью-Йорк  | Трава    | Хайме Фильоль      | Боб Лутц Стэн Смит                | 3-6, 3-6                |
| Поражение | 9.  | 24 ноября 1974  | Буэнос-Айрес (3)                  | Грунт    | Хайме Фильоль      | Гильермо Вилас Мануэль Орантес    | 4-6, 3-6                |
| Победа    | 4.  | 21 апреля 1975  | Шарлотт, С. Каролина, США         | Грунт    | Хайме Фильоль      | Брайан Фэрли Исмаил эль-Шафей     | 6-3, 5-7, 6-4           |
| Победа    | 5.  | 20 июня 1976    | Западный Берлин                   | Хард     | Жюльен Муньос      | Ганс-Юрген Поман Юрген Фассбендер | 7-5, 6-1                |
| Победа    | 6.  | 4 декабря 1976  | Сантьяго, Чили                    | Грунт    | Ганс Гильдемайстер | Элио Лито Альварес Белус Пражу    | 6-3, 7-6                |
| Поражение | 10. | 11 апреля 1977  | Мурсия, Испания                   | Грунт    | Ганс Гильдемайстер | Патрис Домингес Франсуа Жоффре    | 5-7, 2-6                |
| Победа    | 7.  | 18 августа 1977 | Индианаполис                      | Грунт    | Хайме Фильоль      | Дик Крили Клифф Летчер            | 6-7, 6-4, 6-3           |
| Победа    | 8.  | 14 ноября 1977  | Сантьяго (2)                      | Грунт    | Хайме Фильоль      | Генри Банис Пол Макнами           | 5-7, 6-1, 6-1           |

## Участие в финалах Кубка Дэвиса за карьеру (0+1)
Поражение (1)
| Год  | Место проведения | Команда                                | Соперники                                                      | Счёт |
| ---- | ---------------- | -------------------------------------- | -------------------------------------------------------------- | ---- |
| 1976 | Сантьяго, Чили   | Чили: П. Корнехо, Б. Пражу, Х. Фильоль | Италия: К. Барадзутти, П. Бертолуччи, А. Зугарелли, А. Панатта | 1:4  |